# Черняковский сельский совет (Чутовский район)
Черняковский сельский совет (укр. Черняківська сільська рада) — входит в состав
Чутовского района
Полтавской области
Украины.
Административный центр сельского совета находится в 
с. Черняковка.

## Населённые пункты совета
- с. Черняковка
- с. Верхние Ровни
- с. Кочубеевка
- с. Нижние Ровни